# Boulton
Boulton är en stadsdel i Derby, i distriktet Derby, i grevskapet Derbyshire, i England. Ward hade 14 443 invånare år 2021. Boulton var en civil parish fram till 1884 när blev den en del av Alvaston and Boulton och Elvaston. Civil parish hade 204 invånare år 1881. Byn nämndes i Domedagsboken (Domesday Book) år 1086, och kallades då Boletune.